# Partition russe

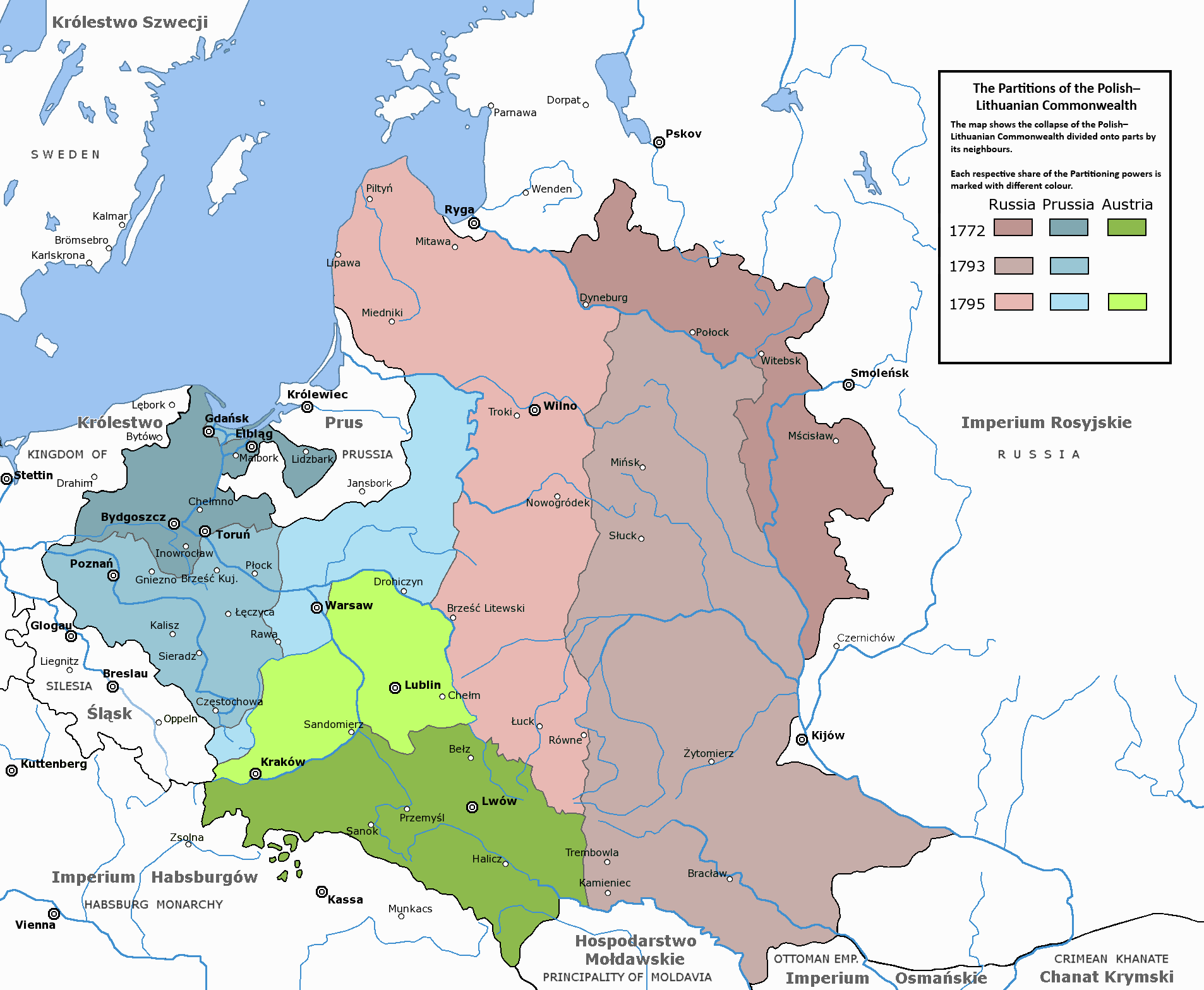
Les trois partitions de la république des Deux Nations. La partition russe (rouge), la partition autrichienne (verte) et la partition prussienne (bleue).

La partition russe (parfois appelée Pologne russe) constituait les anciens territoires de la république des Deux Nations annexés par l'empire russe au cours des partitions de la Pologne à la fin du xviiie siècle. L'acquisition russe englobait la plus grande partie de la population polonaise, vivant sur 463 200 km2 de terres constituant le territoire oriental et central de l'ancienne république. Le premier partage mené par la Russie impériale a eu lieu en 1772 ; le suivant en 1793, et le dernier en 1795, entraînant la perte de souveraineté de la Pologne et la reconstitution du royaume du Congrès au sein de l'empire russe en 1815.